# Kleiner Wurmbach
Der Kleine Wurmbach ist ein rechter und westlicher Zufluss der Altmühl bei Gunzenhausen im mittelfränkischen Landkreis Weißenburg-Gunzenhausen. Der Bach verläuft in der flachen Aue nirgends mehr als wenige hundert Meter entfernt vom Wurmbach.

## Verlauf
Der Kleine Wurmbach entspringt in einem Wohngebiet im Norden Unterwurmbachs auf einer Höhe von 418 m ü. NHN. Der Bach fließt entlang des Nordrands des Ortes und durchquert beständig eine weite Offenlandschaft im Tal der Altmühl. Er unterquert die Bahnstrecken Treuchtlingen–Würzburg und Nördlingen–Gunzenhausen, die ab der Fluss-Unterquerung eine gemeinsame Streckenführung haben, sowie die Bundesstraße 13. Das Gewässer fließt verdolt an der Scheupeleinsmühle vorbei und zweigt nahe der ehemaligen Mühle nach rechts den Auengraben Augraben ab. Der Kleine Wurmbach selbst mündet nach einem Lauf von rund 2,1 Kilometern auf einer Höhe von 412 m ü. NHN östlich der Scheupeleinsmühle von rechts in die Altmühl; gegenüber an der Altmühl liegt die Gunzenhäuser Kernstadt.